# Le Château-d'Oléron
Le Château-d'Oléron là một xã ở đảo Oleron tỉnh Charente-Maritime trong vùng Nouvelle-Aquitaine, tây nam nước Pháp. Xã Le Château-d'Oléron nằm ở khu vực có độ cao từ 0-10 mét trên mực nước biển.

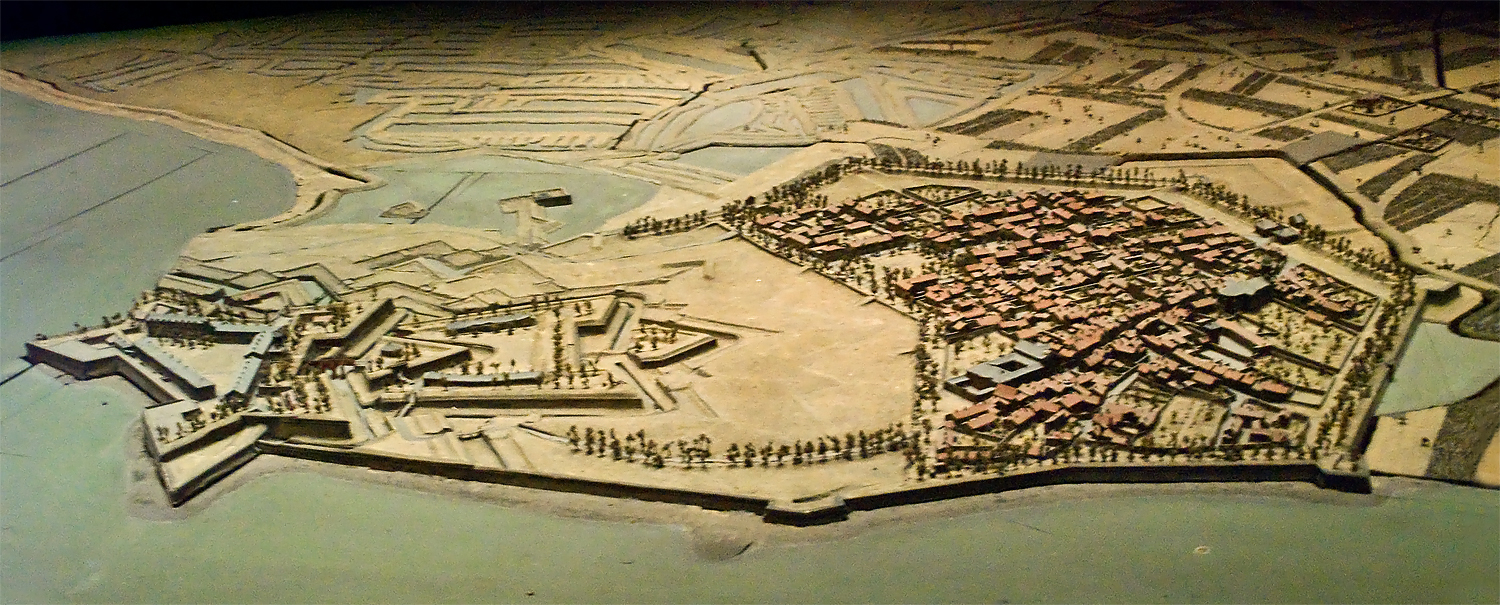
Le Château-d'Oléron
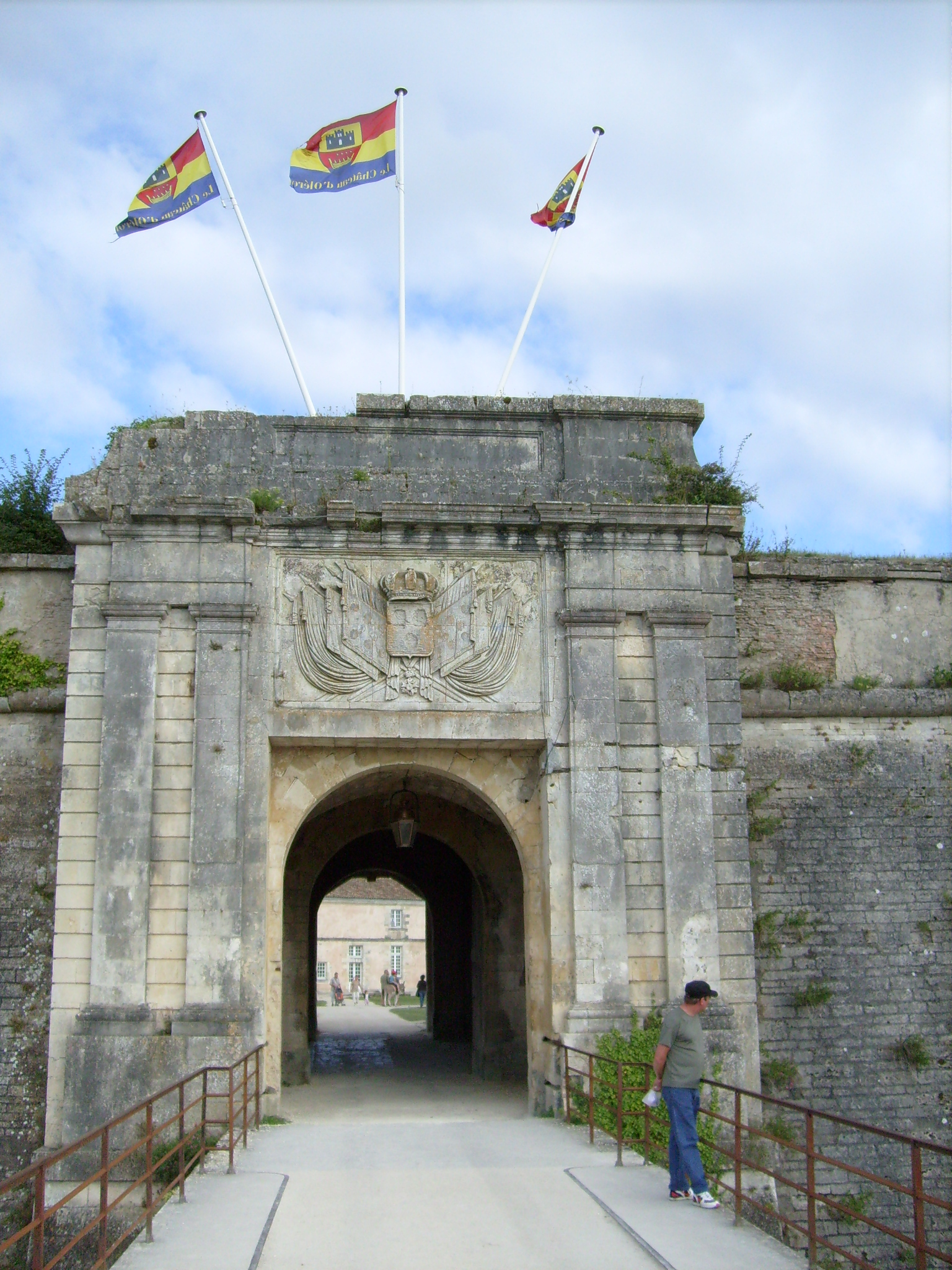
Cổng chính của tường thành